# Сармат (имя)
Сармат — название иранского народа и мужское имя.
Значение, происхождение. Сармат — сын скифа (греч.).
Именины, святые покровители. 12 сентября (30 августа) — память преподобного Сармата.

## Святые
- Св. Сармат (Sarmathus) — пострадал в Кемете вместе с Кириаком Александрийским.

## Имя в истории и литературе
- Отец Сарины в исторической драме Нурихана Садрильмановича Фаттаха «Сарина — дочь Сармата».
- Сармат Марзабекович Гобеев — депутат Верховного Совета СССР 6 созыва.
- Сармат - Сарматов Игорь Алексеевич — герой произведений Александра Звягинцева, а так же телесериала с одноименным названием, потомок донских казаков, офицер спецназа ГРУ СССР.
- Сармат Косиров — осетинский писатель, лидер осетинской группы московских пролетарских писателей «ЗИУ» в 1920-х годах.